# Christopher Prout
Christopher James Prout, baron Kingsland (ur. 1 stycznia 1942 w Londynie, zm. 12 lipca 2009) – brytyjski polityk i prawnik, poseł do Parlamentu Europejskiego I, II i III kadencji, par dożywotni.

## Życiorys
Z wykształcenia prawnik. Kształcił się w Sevenoaks School i na Uniwersytecie Manchesterskim. Później studiował ekonomię w The Queen’s College w Oksfordzie, przez rok kształcił się na Uniwersytecie Columbia. Od 1966 pracował w Międzynarodowym Banku Odbudowy i Rozwoju w Waszyngtonie, był też wykładowcą Uniwersytetu Sussex, a od 1972 prowadził praktykę prawniczą.
W 1979 z ramienia Partii Konserwatywnej uzyskał mandat eurodeputowanego I kadencji. Z powodzeniem ubiegał się o reelekcję w wyborach w 1984 i 1989, zasiadając w PE do 1994. Po wyborczej porażce w 1994 otrzymał tytuł barona, wchodząc w skład Izby Lordów. W 1997 lider konserwatystów William Hague powołał go w skład gabinetu cieni na funkcję lorda kanclerza, którą pełnił do czasu swojej śmierci.